# Ocotlán, Jalisco
Ocotlán är en ort i Mexiko.   Den ligger i kommunen Ocotlán och delstaten Jalisco, i den centrala delen av landet, 400 km väster om huvudstaden Mexico City. Ocotlán ligger 1 532 meter över havet och antalet invånare är 81 527.
Terrängen runt Ocotlán är kuperad västerut, men österut är den platt. Runt Ocotlán är det tätbefolkat, med 297 invånare per kvadratkilometer. Ocotlán är det största samhället i trakten. Trakten runt Ocotlán består till största delen av jordbruksmark.